# سامي سوليس
سامي سوليس (بالإنجليزية: Sammy Solis)‏ هو لاعب محترف لكرة القاعدة ‏ أمريكي، ولد في 10 أغسطس 1988 في منيابولس في الولايات المتحدة.

## وصلات خارجية
- سامي سوليس على موقع دوري كرة القاعدة الرئيسي (الإنجليزية)
- سامي سوليس على موقع الدوري الياباني لكرة القاعدة (الإنجليزية)
- سامي سوليس على موقعبيزبول رفرنس.كوم (الدوري الرئيسي) (الإنجليزية)
- سامي سوليس على موقعبيزبول رفرنس.كوم (الدوري الثانوي) (الإنجليزية)
- سامي سوليس على موقع إي إس بي إن.كوم (أم.أل.بي) (الإنجليزية)
- سامي سوليس على موقع مشجعي الرسوم البيانية (الإنجليزية)